# Retail-apocalyps

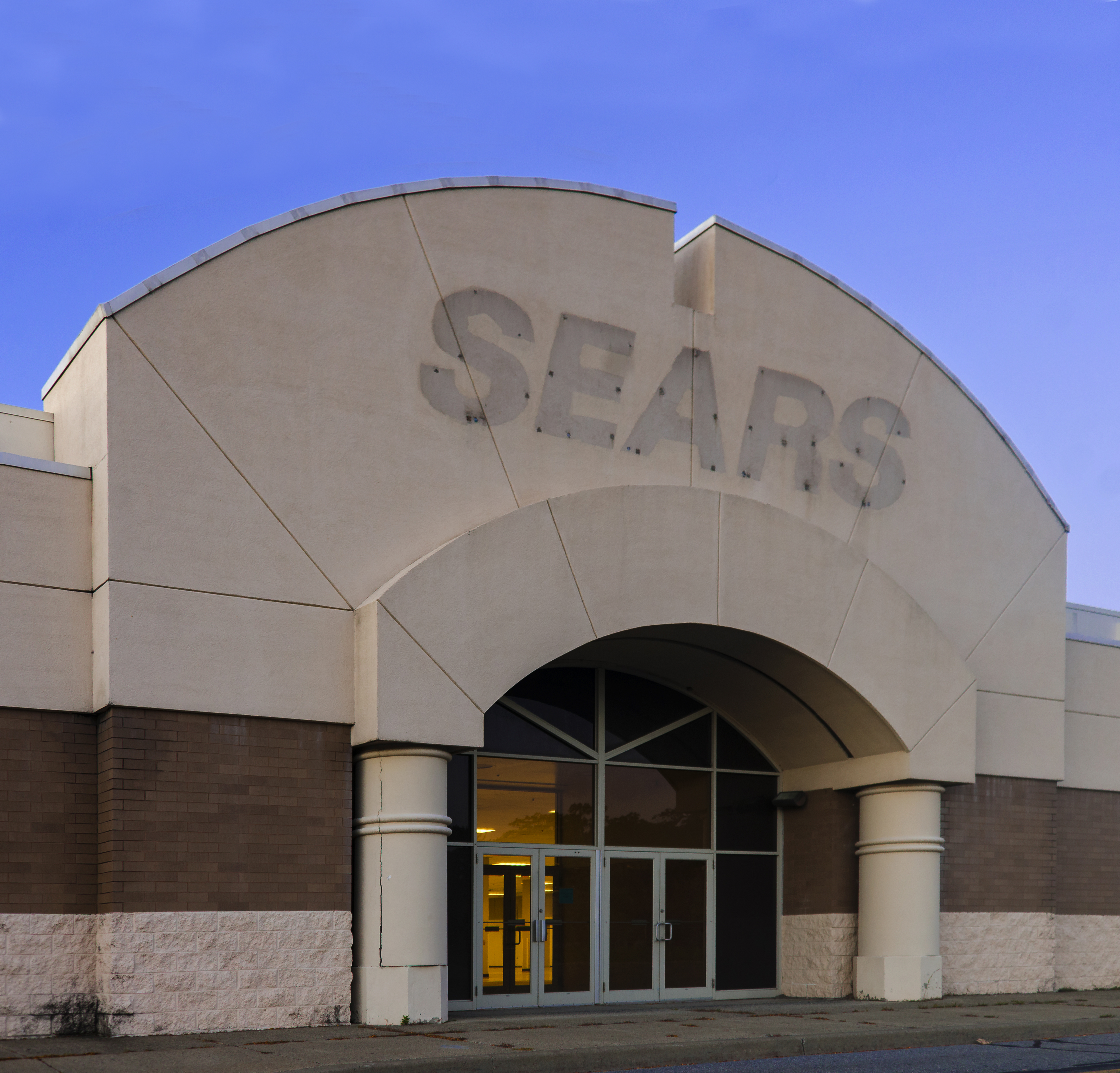
Een gesloten winkel van de Amerikaanse warenhuisketen Sears.

De retail-apocalyps verwijst naar de sluiting van een groot aantal fysieke winkels, met name die van de grotere winkelketens in de Verenigde Staten. Het verschijnsel begon rond 2010 en is vanaf 2020 sterk toegenomen, onder meer vanwege de wereldwijde coronapandemie.

## Beschrijving
De term werd voor het eerst begin jaren 90 genoemd door auteur Peter Glen en kreeg in 2017 brede aandacht na de aankondiging van meerdere grote retailers en het voornemen om een deel van hun winkels te willen gaan sluiten.
Sinds 2010 zorgen verschillende economische factoren voor winkelsluitingen, met name de warenhuizen in landen als het Verenigd Koninkrijk, Australië en Noord-Amerika. In die jaren hebben meerdere grote winkelketens honderden vestigingen gesloten, waaronder J.C. Penney, Macy's, Sears en Kmart. Sommige ketens gingen failliet, zoals Toys "R" Us en The Bon-Ton.
De retail-apocalyps zorgde daarbij voor een domino-effect bij fabrikanten en leveranciers, die eveneens werden geraakt door de sluitingen.

## Oorzaken en gevolgen
De belangrijkste oorzaken voor de retail-apocalyps zijn:
- kredietcrisis in 2007 en 2008
- bedrijfsschulden vanwege buitensporige uitbreiding
- overaanbod van winkels in bepaalde gebieden
- coronapandemie in 2020
- inflatie rond 2022
- krimp van de middenklasse
- stijging van huurprijzen van winkelruimte
- verandering in consumentengedrag, zoals de opkomst van de belevingseconomie
- sterke groei van e-commerce

Deze oorzaken zorgden voor veel faillissementen (vanaf 2010 en in 2020) van meerdere grote winkelketens en een sterke daling in omzet van leveranciers. Het leidde ook tot het ontstaan van spookwinkelcentra (ghost malls) in de Verenigde Staten en in andere landen. Dit zijn winkelcentra met veel leegstand of zelfs geheel verlaten.
In 2017 sloten in de Verenigde Staten ruim 12.000 fysieke winkels hun deuren als gevolg van de genoemde oorzaken. Door de sterke groei van e-commerce wisten onder meer Amazon.com en Walmart hoge omzetcijfers te behalen. Volgens economen is een aanwijzing dat de recente winkelsluitingen een marktcorrectie zijn, en dat de retail-apocalyps daarom een misleidende uitdrukking is.